# Париба
„Банката на Париж и Нидерландия“ (на френски: Banque de Paris et des Pays-Bas), обикновено наричана съкратено „Париба̀“ (Paribas), е банка със седалище в Париж, Франция, съществувала от 1872 до 1999 година.
През по-голямата част от това време тя е сред основните френски банки, наред със „Сосиете женерал“ и „Креди Лионе“.

## История
Париба е основана през 1872 година с обединяването на Нидерландската кредитна и депозитна банка и Парижката банка. Първата е основана в Амстердам през 1863 година и има подразделения в Нидерландия, Белгия и Швейцария. Тя е образувана от няколко парижки инвеститори и разпръснатите в цяла Западна Европа еврейски фамилии от Майнц Бишофсхайм, Голдшмит и Бамбергер. Парижката банка е основана през 1869 година в Париж от местни банкери. Първите значителни операции на новата банка са свързани с емисиите на държавни облигации във връзка с репарациите, дължими от Франция след Френско-пруската война.
През следващите години Париба се специализира в емисиите на държавни облигации и инвестициите в големи проекти. Тя участва в организирането на външни заеми за множество държави в Латинска Америка и на Балканския полуостров, както и за Русия и Османската империя. Сред големите инвестиционни проекти, в които участва Париба, са промишлени предприятия, като Norsk Hydro в Норвегия, както и публични услуги, като електроснабдяване, градски транспорт и изграждане на пътища. Тя придобива и дялове в много банки по целия свят, сред които Руско-азиатската банка, най-голямата в Русия в началото на XX век.
След Първата световна война Париба донякъде намалява операциите си в чужбина и се ориентира към инвестиции в промишлеността в рамките на Франция и нейните владения. През този период тя започва да инвестира и в добива на нефт, химическата промишленост и енергетиката. В същото време, в сътрудничество с френското правителство, банката целенасочено навлиза на пазарите в Централна Европа и Близкия изток с цел да ограничи влиянието на Германия в този регион. Тя придобива редица големи финансови предприятия, сред които е и голямата австрийска банка Лендербанк, както и дялове в Отоманската банка.
След Втората световна война банката участва в развитието на нови промишлени сектори (електротехническата промишленост, Еърбъс) и в изграждането на големи промишлени предприятия в Африка и Латинска Америка. През 70-те години Париба заема водеща позиция в света в областта на финансирането на търговията с нефт. През същия период тя става и най-голямата банка на пазара на еврооблигации.
През 1982 година банката Париба е национализирана от правителството на Пиер Мороа. През 1987 година е приватизирана от кабинета на Жак Ширак. През 1999 година се слива с Парижката национална банка, образувайки БНП Париба.

## Активност в България
Навлизането на Париба на българския пазар на държавни облигации в началото на XX век е част от нейните усилия да балансира портфейла си чрез инвестиции в по-рискови и по-доходни пазари, като тези на Венецуела и Уругвай. През 1902 – 1904 година тя започва да води активна политика в България, като през следващите години играе водеща роля в емисиите на почти всички български външни заеми. Освен дългосрочните заеми, Париба неколкократно отпуска и спешни краткосрочни кредити на правителството, които обикновено са погасявани със следващия дългосрочен заем.
Лидерската позиция на Париба на пазара на български облигации ѝ дава голямо влияние върху определянето на тяхната пазарна цена. Причина за това е доброто познаване на местните условия. Банката поддържа своя постоянна мисия в София, издържана от българското правителство. Представителят на Париба контролира държавните приходи, гарантиращи външните заеми, като дори физически съхранява бандеролите за акцизни стоки.
След Първата световна война Париба навлиза и на вътрешния пазар в България, като придобива дялове в Българска търговска банка. Макар че през този период губи водещото си значение в кредитирането на правителството, изместена от британски банки, тя продължава да оказва влияние, чрез емитираните преди войната заеми. Париба реализира и 1/4 от емисията на Стабилизационния заем през 1928 година.